# Augustin de Wautier
Auguste Joseph Antoine Philippe de Wautier (Gent, 21 augustus 1777 - Longchamps-lez-Bertogne, 27 januari 1848) was een Belgisch senator.

## Biografie
Jonkheer De Wautier behoorde tot een familie van hoofdzakelijk officieren in Oostenrijkse dienst. Hij was een zoon van majoor Adrien de Wautier (1724-1789) en Angelique Beydens (1735-1818).
Hij trouwde in 1810 met de dertien jaar jongere barones Léopoldine de Honrichs de Wolfswarffen (1790-1869) die na zijn dood hertrouwde met jonkheer Louis Werbrouck (1786-1861). Het echtpaar kreeg drie kinderen, onder wie Antoine de Wautier (1815-1873), die voor nageslacht zorgde. Hun Léopoldine de Wautier (1817-1911) trouwde tweemaal, eerst met François d'Hoffschmidt (1797-1854), lid van de Provinciale Staten van Luxemburg, arrondissementscommissaris van Bastenaken en volksvertegenwoordiger, vervolgens met Henry d'Huart (1803-1875), directeur van de Faïencerie de Longwy.

### Loopbaan
Hij was lager officier in het Oostenrijkse leger en van 1820 tot 1824 in het leger van het Verenigd Koninkrijk der Nederlanden. In 1827 verkreeg hij adelserkenning. Hij was vermogend, want na 1830 kwam hij voor op de lijst van de verkiesbaren voor de Senaat.
In 1831 werd hij verkozen tot liberaal senator voor het arrondissement Bastenaken-Marche. Hij woonde in het dorpje Longchamps-lez-Bastogne, waar hij in 1840 gemeenteraadslid en in 1841 schepen werd, beide mandaten behoudende tot in 1848.